# 1,3,5-三甲基-1,3,5-三氮杂环己烷
1,3,5-三甲基-1,3,5-三氮杂环己烷是一种有机化合物，化学式为(CH3NCH2)3。它是一种可溶于许多有机溶剂的无色液体。就结构而言，它是许多六氢-1,3,5-三嗪之一。它们通常由胺和甲醛缩合而成。
它可以被丁基锂去质子化，得出一个可以用来制造甲酰基阴离子的试剂。